# Шлях PI3K/AKT/mTOR

Сигнальний шлях mTOR.

Шлях PI3K/AKT/mTOR ― це внутрішньоклітиний сигнальний шлях, який є важливим у регуляції клітинного циклу. Тому він безпосередньо пов'язаний зі станом спокою клітин, проліферацією, раком і довголіттям. Активація PI3K фосфорилює та активує AKT, локалізуючи його в плазматичній мембрані. AKT може мати низку ефектів, таких як активація CREB, інгібування p27, локалізація FOXO в цитоплазмі, активація PtdIns-3ps та mTOR, що може впливати на транскрипцію p70 або 4EBP1. Існує багато відомих факторів, які посилюють шлях PI3K/AKT, включаючи EGF, shh, IGF-1, інсулін та CaM. Лептин та інсулін залучають сигналізацію PI3K для регуляції метаболізму. Цей шлях пригнічують різні фактори, зокрема PTEN, GSK3B і HB9.
У багатьох видах раку цей шлях надмірно активний, що веде до зменшення апоптозу і сприяє проліферації. Однак він необхідний, щоб сприяти росту та проліферації, а не диференціації дорослих стовбурових клітин, зокрема нейронних стовбурових клітин . Дослідники намагаються знайти відповідне співвідношення між проліферацією та диференціюванням, щоб використовувати цей баланс у розробці різних методів лікування. Крім того, було встановлено, що цей шлях є необхідним компонентом довготривалої потенціації нервової системи.

## Проліферація нервових стовбурових клітин

### Відповідь на глюкозу
Нервові стовбурові клітини (НСК) у мозку повинні знайти баланс між збереженням своєї мультипотентності шляхом самооновлення та проліферації на противагу диференціюванню та стану спокою. Шлях PI3K/AKT має вирішальне значення в цьому процесі прийняття рішень. НСК здатні відчувати та реагувати на зміни в мозку або в усьому організмі. Коли рівень глюкози в крові різко підвищується, інсулін вивільняється з підшлункової залози. Активація рецепторів інсуліну активує шлях PI3K/AKT, що сприяє проліферації. Таким чином, коли в організмі є високий рівень глюкози та надлишок енергії, активується шлях PI3K/AKT і НСК мають тенденцію до проліферації. Коли низька кількість доступної енергії, шлях PI3K/AKT менш активний і клітини переходять у стан спокою. Частково це відбувається, коли АКТ фосфорилює FOXO, утримуючи FOXO в цитоплазмі. Після дефосфорилювання FOXO може проникати в ядро і працювати як фактор транскрипції для сприяння експресії різних супресорів пухлин, таких як p27 і p21. Ці пухлинні супресори підштовхують НСК до переходу в стан спокою. При нокауті FOXO клітини втрачають здатність переходити в стан спокою, а також втрачають свій характер нейронних стовбурових клітин, можливо, переходять в раковий стан.

### PTEN
Шлях PI3K/AKT має природний інгібітор під назвою фосфатаза та гомолог тензину (PTEN), функція якого полягає в обмеженні проліферації в клітинах, допомагаючи запобігти раку. Показано, що нокаут PTEN збільшує масу мозку через нерегульовану проліферацію. PTEN працює шляхом дефосфорилювання PIP3 до PIP2, що обмежує здатність AKT зв'язуватися з мембраною, знижуючи її активність. Дефіцит PTEN може компенсуватись далі у шляху, щоб підтримати диференціацію або стан спокою. З цієї причини нокаут PTEN не є настільки серйозним, як нокаут FOXO.

### CREB
Елемент відповіді цАМФ CREB тісно пов'язаний з рішенням клітини проліферувати чи ні. Клітини, які змушені інгібітор mTOR рапаміцин показав пригнічення росту пухлини на 77-99 %інгібітор mTOR рапаміцин показав пригнічення росту пухлини на 77-99 %надмірно експресувати AKT, збільшують кількість CREB і проліферацію порівняно з клітинами дикого типу. Ці клітини також менше експресують маркери гліальних і нервових клітин, такі як GFAP або β-тубулін. Це пояснюється тим, що CREB є фактором транскрипції, який впливає на транскрипцію цикліну А, який сприяє проліферації. Наприклад, дорослим нейронним клітинам-попередникам гіпокампа потрібна перерва як стовбуровим клітинам, щоб диференціюватися пізніше. Це регулюється Shh . Shh працює через залежність від повільного синтезу білка, що стимулює інші каскади, які діють синергетично з шляхом PI3K/AKT, щоб індукувати проліферацію. Далі інший шлях може бути вимкнутий і ефекти шляху PI3K/AKT стають недостатніми для зупинки диференціювання. Специфіка цього шляху невідома.

## Роль у розвитку раку

### Рак яєчників
Шлях PI3K/AKT/mTOR є центральним регулятором раку яєчників. PIM-кінази надмірно експресуються в багатьох типах раку, і вони також беруть участь у регуляції раку яєчників. Встановлено, що PIM прямо чи опосередковано активує mTOR та його попередні ефектори, такі як AKT. Крім того, PIM-кінази можуть викликати фосфорилювання IRS, що може змінювати PI3K. Це свідчить про тісну взаємодію PIM із каскадом PI3K/ AKT/mTOR та його компонентами. Подібним чином повідомлялося, що AKT здійснює фосфорилювання BAD у клітинах раку яєчників. PIM і мережа PI3K/AKT/mTOR можуть пригнічувати експресію P21 і P27 в клітинах раку єячників. Ці дані свідчать про значну можливість взаємодії та актуальність кіназ PIM і мережі PI3K/AKT/mTOR у регуляції раку яєчників. Однак визначення цього шляху при раку яєчників було складним завданням, оскільки кілька досліджень не змогли досягти достатнього клінічного успіху.

### Рак молочної залози
У багатьох видах раку молочної залози відхилення шляху PI3K/AKT/mTOR є найпоширенішими геномними аномаліями. Найпоширеніші відомі відхилення включають мутацію гена PIK3CA та мутації втрати функції або епігенетичний сайленсинг PTEN. Шлях фосфоінозитид-3-кінази (PI3K)/протеїнкінази B (AKT)/мішені рапаміцину у ссавців (mTOR) активується приблизно в 30–40 % випадків раку молочної залози. При потрійному негативному раку молочної залози (ПНРМЗ) онкогенна активація шляху PI3K/AKT/mTOR може відбутися внаслідок гіперекспресії висхідних регуляторів, таких як EGFR, активації мутацій PIK3CA, втрати функції або експресії фосфатази та гомолога тензину (PTEN), а також багату проліном інозитолполіфосфатазу, яка знижує рівень PI3K. Це узгоджується з гіпотезою про те, що інгібітори PI3K можуть подолати резистентність до ендокринної терапії, якщо вона набута.

### Уротеліальний рак
Мутації PIK3CA часто призводять до посилення функції при уротеліальному раку. Подібно до PI3Ka, PI3Kb експресується в багатьох різних клітинах і в основному бере участь в активації тромбоцитів і розвитку тромботичних захворювань. Дослідження показали, що PI3Kb також сприяє проліферації пухлини. Зокрема, він відіграє важливу роль у пухлиногенезі при PTEN-негативних ракових захворюваннях. Повідомляється, що втручання в ген PI3Kb може бути терапевтичним підходом до раку сечового міхура високого ризику з мутантним PTEN і втратою E-кадгерину. Специфічні інгібітори ізоформ PI3Kb є потенційним засобом лікування раку з дефіцитом PTEN.

### Рак простати
Шлях PI3K є основним джерелом стійкості до ліків при раку простати. Особливо це стосується стійкого до кастраційно-резистентного раку передміхурової залози, коли пухлини стають стійкими до андрогенної деприваційної терапії, яка блокує здатність пухлини використовувати гормон андроген для росту. Це пов'язано зі складним механізмом зворотного зв'язку, який існує між рецептором андрогенів і шляхом PI3K. Як і в інших типах пухлин, мутації в ключових генах цього шляху можуть призвести до гіперактивації цього шляху, наприклад, у PIK3CA, Збільшення кількості копій PIK3CA та підвищення експресії мРНК також посилює активацію шляху при раку передміхурової залози. Було показано, що збільшення в сусідньому генетичному регіоні 3q26.31-32 відбувається одночасно з низкою найближчих членів родини PI3K, включаючи PIK3CA, PIK3CB і PIK3R4, що призводить до транскрипційних змін у PIK3C2G, PIK3CA, PIK3CB, PIK3R4, а також пов'язаних шляхів з проліферацією клітин. Ці широкомасштабні зміни пов'язані зішкалою Глісона, стадією пухлини, метастазами в лімфатичних вузлах та іншими агресивними клінічними ознаками. У пацієнтів, які отримували інгібітори PI3K, ті, у кого збільшилася кількість копій PIK3CB, мають підвищену чутливість до препарату.

## Терапія

### Інгібітор PI3K
Інгібітори PI3K можуть подолати стійкість до ліків і покращити результати лікування прогресуючого раку молочної залози. Різні інгібітори PI3K виявляють різну дію проти різних типів PI3K. Інгібітори пан-PI3K класу IA були більш детально вивчені, ніж ізоформні інгібітори; Піктілісіб є ще одним інгібітором пан-PI3K з більшою активністю субодиничною α-інгібіторною активністю, ніж бупарлізиб. Іделалізиб є першим інгібітором PI3K, схваленим Управлінням з санітарного нагляду за якістю харчових продуктів і медикаментів США, який використовується для лікування рецидивуючої/резистентної хронічної лімфоцитарної лейкемії/малої лімфоцитарної лімфоми та фолікулярної лімфоми. Копанлізиб схвалений для лікування рецидиву фолікулярної лімфоми у пацієнтів, які пройшли принаймні дві системні терапії. Дувелісіб схвалений для лікування рецидивуючої/резистентної хронічної лімфолейкемії /малої лімфоцитарної лімфоми і рецидивуючої/рефрактерної фолікулярної лімфом:, обидва показання для пацієнтів, які отримували щонайменше дві попередні терапії.

### Інгібітор AKT
AKT знаходиться нижче у шляху за PI3K і інгібується Іпатасертибом. AKT є кіназою сімейства AGC і центральним інтегральним сигнальним вузлом шляху PAM . Існує три ізоферменти AKT, а саме: AKT1, AKT2 і AKT3. Маленькі молекулярні інгібітори AKT1 можуть бути особливо корисними для націлювання на пухлини з високою поширеністю мутацій, що активують AKT1 E17K, які спостерігаються у 4–6 % раку молочної залози та 1–2 % колоректального раку. Дослідження щодо інгібування AKT зосереджено на інгібуванні двох окремих сайтів зв'язування:
- алостерична кишеня неактивного ферменту;
- сайт зв'язування АТФ.

Алостеричні інгібітори AKT, виділені MK-2206, були ретельно оцінені в клінічних умовах. Нещодавно були ідентифіковані додаткові алостеричні інгібітори AKT. ARQ-092 є потужним pan-AKT інгібітором, який може пригнічувати ріст пухлини доклінічним шляхом і зараз знаходиться на етапі I клінічних досліджень.

### Інгібітор mTOR
Існує суттєва кореляція фосфорильованого mTOR з виживаністю пацієнтів із I та II стадією потрійного негативного раку молочної залози (ПНРМЗ). На ксенотрансплантантній моделі ПНРМЗ пацієнта, інгібітор mTOR показав пригнічення росту пухлини на 77–99 %, що значно більше, ніж при лікуванні Доксорубіцином. Дослідження фосфорилювання білка показали, що конститутивна активація шляху mTOR зменшилася під час лікування.

### Подвійні інгібітори PI3K/AKT/mTOR
Було припущено, що блокування шляху PI3K/AKT/mTOR може призвести до підвищення протипухлинної активності в ПНРМЗ. Доклінічні дані показали, що комбінація сполук, націлених на різні споріднені молекули в шляху PI3K/AKT/mTOR, призводить до синергічної активності. На основі цих висновків продовжують розроблятися нові сполуки, які одночасно діють на різні компоненти шляху PI3K/AKT/mTOR. Наприклад, Гедатолісіб інгібує мутантні форми PI3K-α з підвищеною активністю кінази в концентраціях, еквівалентних IC50 для PI3K-α дикого типу. Ізоформи PI3K-β, -δ і -γ були інгібовані Гедатолісібом у концентраціях приблизно в 10 разів вищих, ніж ті, що спостерігалися для PI3K-α. Ще однією перевагою одночасного впливу на PI3K та mTOR є більш сильне пригнічення рецепторних тирозинкіназно-позитивних петель зворотного зв'язку, що спостерігається при ізольованому інгібуванні PI3K. Гедатолізиб знаходиться на стадії розробки для лікування ТНДКРЛ у комбінації з кон'югатом антитіло-лікарський препарат PTK7. Апітолісіб (GDC-0980) є інгібітором PI3K (субодиниці α, δ і γ), який також діє на mTORC.

### Ко-таргетна терапія шляху PI3K
Існують численні клітинні сигнальні шляхи, які виявляють перехресні зв'язки з шляхом PI3K, що потенційно дозволяє раковим клітинам уникати інгібування PI3K. Таким чином, інгібування шляху PI3K разом з іншими мішенями може запропонувати синергетичну реакцію, таку як та, що спостерігається при спільному інгібуванні PI3K і MEK у клітинах раку легенів. Зовсім недавно було запропоновано спільне націлювання на шлях PI3K з кіназами PIM, численні доклінічні дослідження свідчать про потенційну користь цього підходу. Розробка панелей клітинних ліній, які є стійкими до інгібування шляху PI3K, може призвести до ідентифікації майбутніх спільних мішеней і кращого розуміння того, які шляхи можуть компенсувати втрату сигналізації PI3K після медикаментозного лікування. Поєднання інгібування PI3K з більш традиційними методами лікування, такими як хіміотерапія, також може забезпечити кращу відповідь, ніж інгібування тільки PI3K.

### Нервові стовбурові клітини (НСК)
Тип сигналізації фактора росту може впливати на те, чи диференціюються НСК у мотонейрони, чи ні. Праймування середовища FGF2 знижує активність шляху PI3K/AKT, який активує GSK3β. Це збільшує експресію HB9. Пряме інгібування PI3K у НСК призводить до популяції клітин, які є суто HB9+ і диференціюються з підвищеною ефективністю в моторні нейрони. Трансплантація цих клітин до різних частин щурів генерує моторні нейрони незалежно від мікрооточення трансплантованих клітин. Після пошкодження нервові стовбурові клітини переходять у фазу відновлення та експресують високі рівні PI3K для посилення проліферації. Це краще для виживання нейронів в цілому, але за рахунок створення рухових нейронів. Тому пошкодженим руховим нейронам може бути важко відновити свою здатність. Метою сучасних досліджень є створення нейронних стовбурових клітин, які можуть проліферувати, але все ще диференціюватися в рухові нейрони. Зниження ефекту шляху PI3K і посилення ефекту GSK3β і HB9 в НСК є потенційним способом генерації цих клітин.

### Інгібітори PTEN
PTEN є супресором пухлин, який пригнічує шлях PI3K/AKT. Інгібітори PTEN, такі як Біспероксованадій, можуть посилити шлях PI3K/AKT для сприяння клітинній міграції, виживанню та проліферації. Хоча існують певні занепокоєння щодо можливої порушення регуляції клітинного циклу та пухлиногенезу, тимчасове та помірне інгібування PTEN може забезпечити нейропротекторію від черепно-мозкової травми та покращити відновлення ЦНС за рахунок відновлення втрачених зв'язків шляхом аксоногенезу . Медична цінність інгібіторів PTEN ще не визначена.

## Довготривале потенціювання
Для того, щоб відбулася довготривала потенціація (ДТП), необхідна стимуляція NMDA-рецепторів, що спричиняє постсинаптичну вставку AMPA-рецепторів . PI3K зв'язується з рецепторами AMPA в консервативному регіоні, щоб орієнтувати рецептори в мембрані, зокрема на субодиниці GluR. Активність PI3K підвищується у відповідь на іони кальцію та CaM . Крім того, AKT локалізує PtdIns-3P у постсинапсі, який залучає докинг-білки, такі як tSNARE і Vam7. Це безпосередньо призводить до приєднання AMPA до постсинапсу. mTOR активує p70S6K та інактивує 4EBP1, що змінює експресію генів, щоб дозволити відбутися ДТП. У щурів це вплинуло на довготривале тренування кондиціонування страху, але не вплинуло на короткострокове кондиціонування. Зокрема, було втрачено обумовлення страху мигдалини. Це тип слідового обумовлення, який є формою навчання, що вимагає асоціації умовного стимулу з безумовним стимулом. Цей ефект був втрачений при нокдауні PI3K і посилився при надмірній експресії PI3K.

## Роль у розвитку мозку
Окрім описаної вище ролі в синаптичній пластичності, сигнальний шлях PI3K-AKT також відіграє важливу роль у зростанні мозку, який змінюється, коли порушується передача сигналів PI3K. Наприклад, внутрішньочерепний об'єм також асоціюється з цим шляхом, зокрема з інтронними варіантами AKT3 . Гормон щитовидної залози спочатку був визначений як основний регулятор росту мозку та когнітивних функцій, і останні дані показали, що гормон щитовидної залози справляє певний вплив на дозрівання та пластичність синапсів через PI3K.